# North Ridge (Accra)
North Ridge est un quartier du Grand Accra, au Ghana.

## Situation géographique
Le quartier North Ridge est délimité au sud par Castle Road. L'autoroute Kanda constitue la limite ouest du district, tandis que l'avenue de l'Indépendance/avenue de la Libération constitue la limite est. La Ring Road sépare North Ridge du district nord de Kanda.

## Historique
North Ridge est conçu à l'origine comme un quartier pour les fonctionnaires et les hommes d'affaires à l'époque coloniale.
Aujourd'hui, il habite le siège du bureau national des enquêtes et investigation et le quartier reste l'un des meilleurs quartiers résidentiels d'Accra.
La zone de North Ridge, West Ridge (en) et East Ridge (en) sont collectivement appelée « The Ridge ». Cette zone est peuplée de plusieurs ambassades importantes, dont celles d'Allemagne et du Royaume-Uni. En outre, plusieurs hôtels haut de gamme d’Accra et plusieurs bureaux administratifs ghanéens sont situés dans ce quartier.

## Monuments/lieux d'intérêt
- Bureau des enquêtes nationales
- Ambassade d'Allemagne
- Temple de l'Église de Jésus-Christ des Saints des Derniers Jours (en)
- Hôpital Ridge
- Afrique Songhaï
- Concept store et incubateur d'art Untamed Empire
- Résidence de l'ancien président Jerry John Rawlings
- Rue Sékou Touré à North Ridge (Sekou Toure Street in North Ridge en anglais)

## Galerie

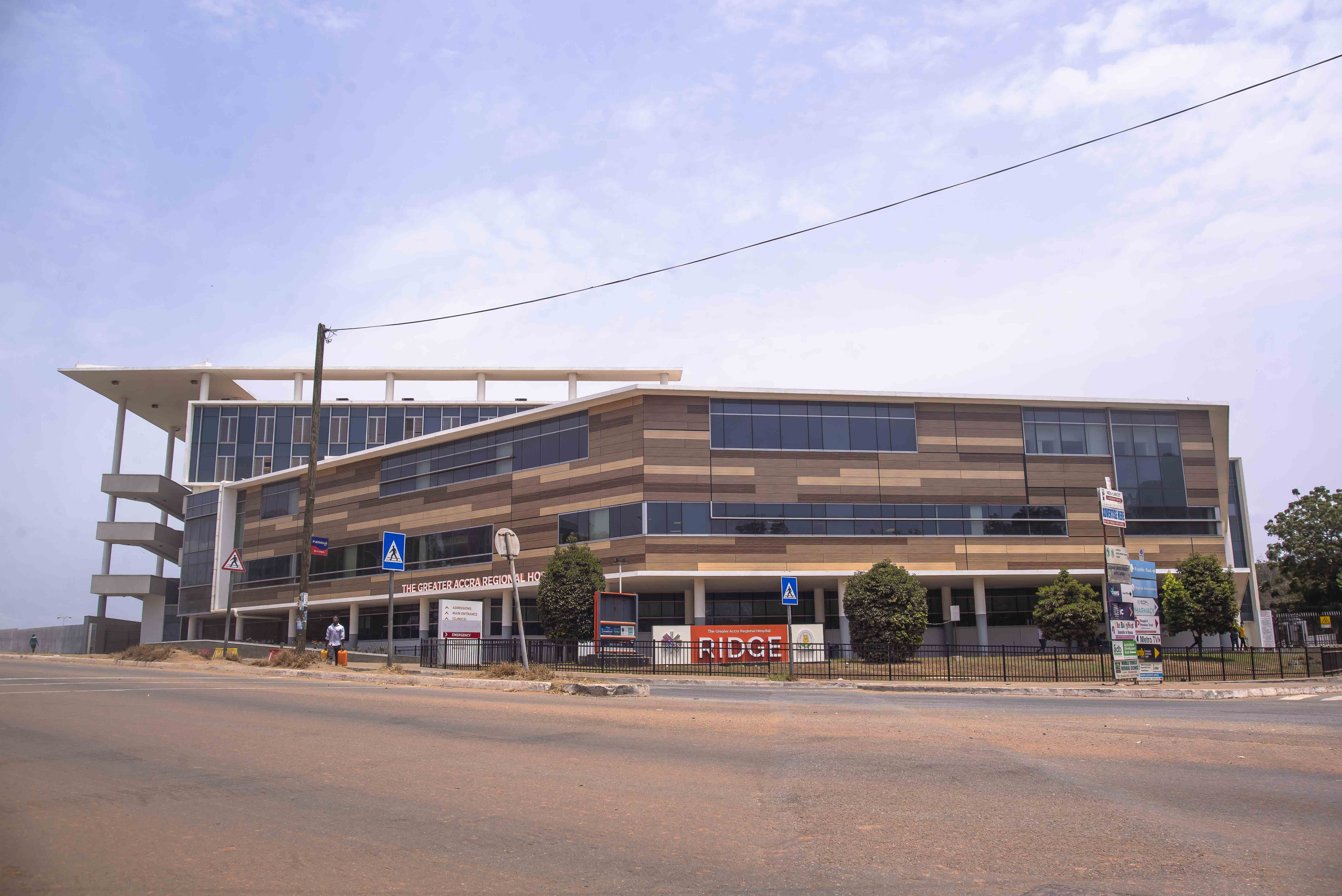
Hôpital Ridge
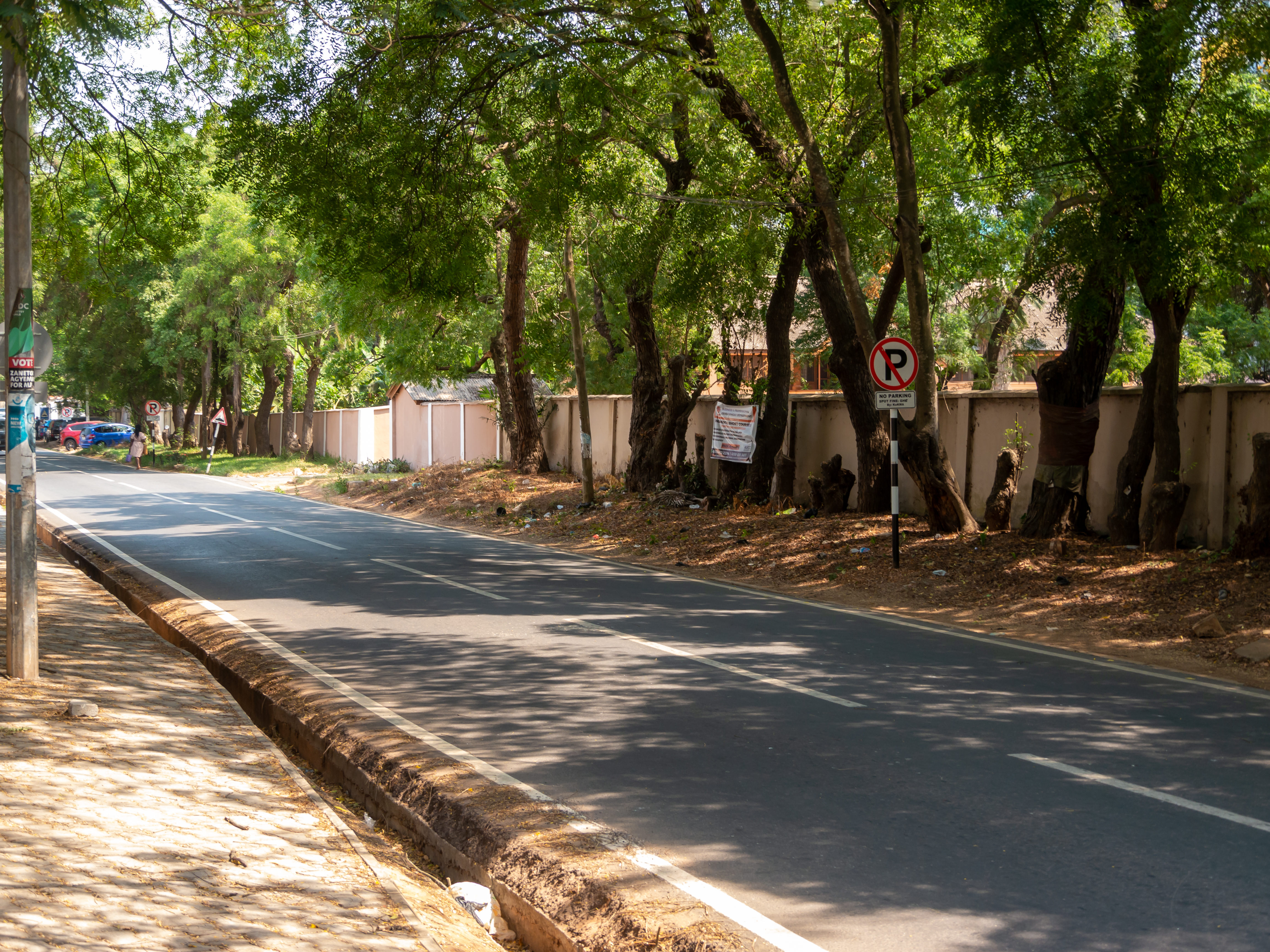
RueSékou Touré à North Ridge
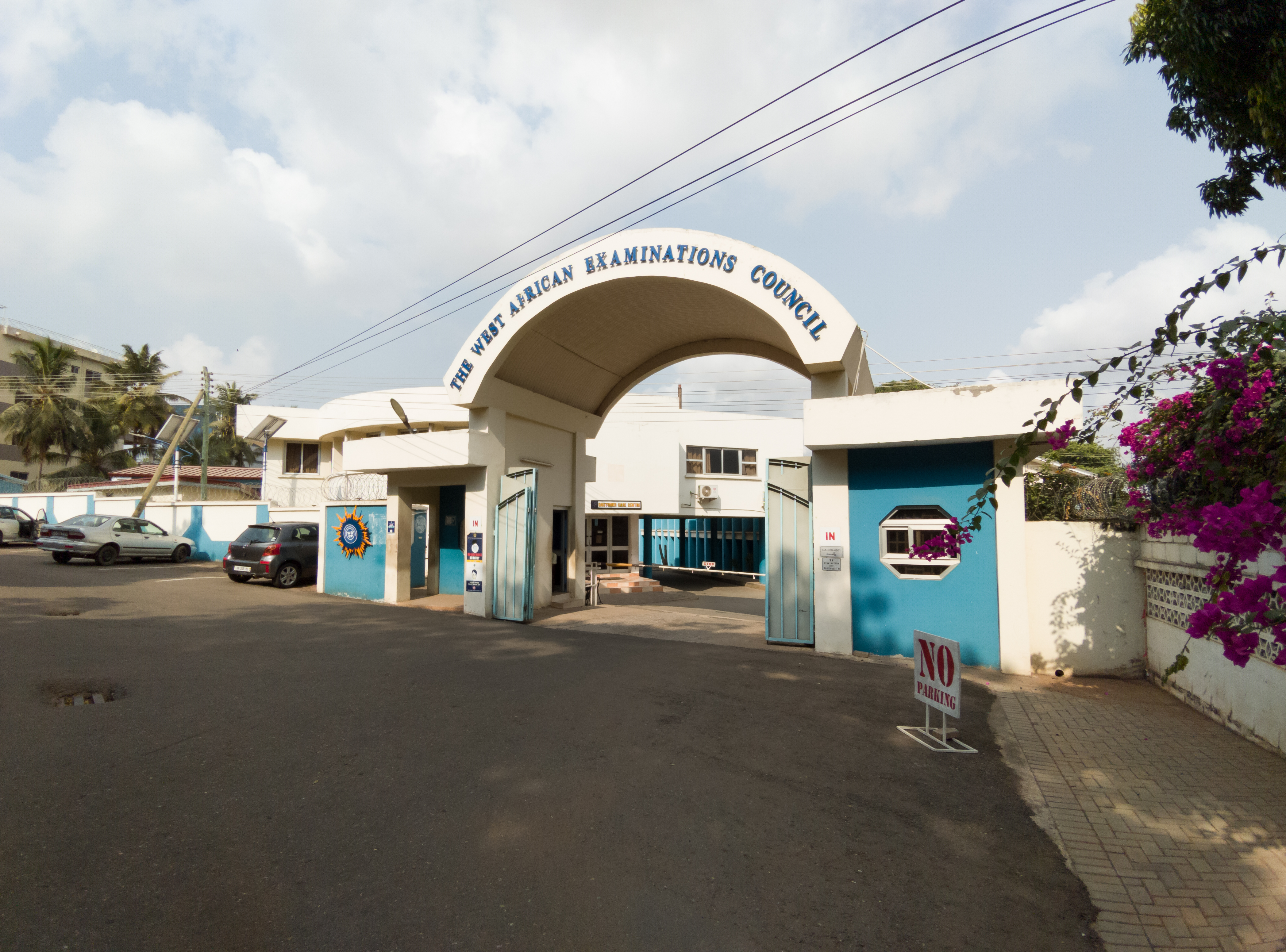
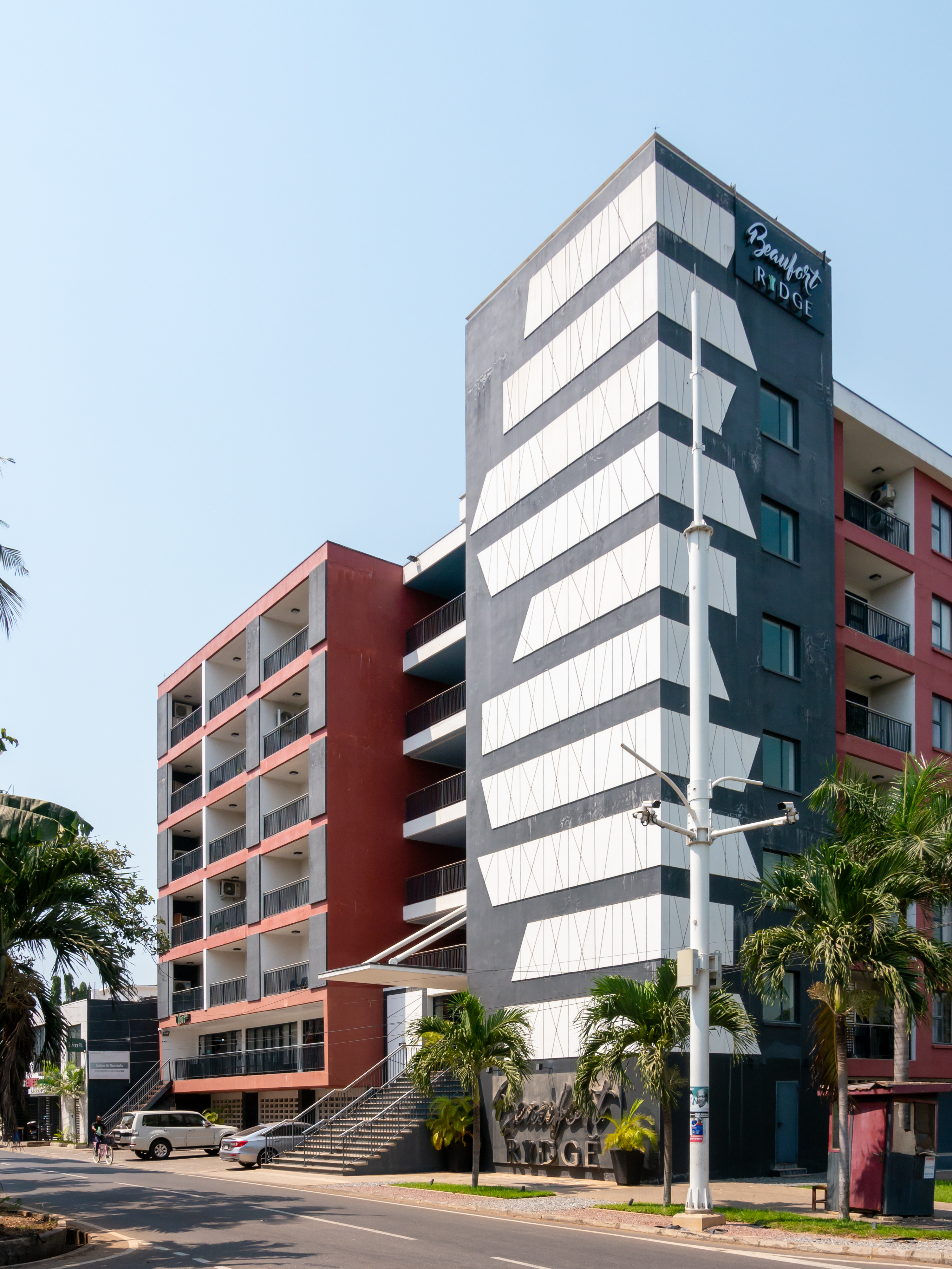